# 수정란
수정란(受精卵, zygote← 그리스어 ζυγωτός zygōtos "joined" 또는 "yoked" ← ζυγοῦν zygoun "to join" 또는 "to yoke"), 접합자(接合子), 접합체(接合體)는 두 개의 생식자 간의 수정에 의해 형성된 진핵 세포이다. 수정란의 게놈은 각 생식 세포간 DNA의 결합이며 새로운 개체를 형성하는데 필요한 모든 유전자 정보를 포함하고 있다. 다세포 생물에서 수정란은 최초 발달 단계에 속한다. 단일 세포 생물의 경우 수정란은 유사 분열을 통해 무성(無性) 상태로 분열할 수 있다.

## 역사
오스카 헤르트비히와 리처드 헤르트비히는 부분적으로 동물의 수정란 형성에 관해 최초로 발견하였다.

## 같이 보기
- 수정난풀
- 냉동수정란